# SV Lafnitz
Sportverein Licht-Loidl Lafnitz (normalt bare kendt som SV Lafnitz) er en østrigsk fodboldklub fra byen Lafnitz. Klubben spiller i 2. Liga, og har hjemmebane på Sportplatz Lafnitz. Klubben blev grundlagt i 1964.